# Три шляхи Закарпаттям
Три шляхи Закарпаттям — путівник авторства Ірини Магдиш (редактора часопису «Ї») пропонує читачеві три шляхи Закарпаттям: 
- від Ужоцького перевалу до Ужгорода,
- від села Середнє через Мукачеве, Сваляву і до Берегового,
- з Виноградова до Ясіня.

## Пам'ятки
- руїни замку в Невицькому (XII—XV ст.)
- руїни замку тамплієрів у Середньому (XII ст.),
- Ужгородський замок (XIII—XVIII ст.),
- мукачівський замок «Паланок» (XIV—XVIII ст.),
- каплиця св. Мартина в Мукачеві (XIV ст.),
- палац баронів Перені у Виноградові (XVI—XVIII ст.) та багато інших...

## Анотація
Подорожувати Закарпаттям можна різними шляхами. Автор путівника запропонувала три можливих варіанти, проілюстровані картами та сучасними фотографіями.
Далеко-далеко за горами-Карпатами притулився край, овіяний легендами та населений містичними істотами. Цей куточок України багатий на мальовничу природу і культурні пам’ятки, там ріки течуть в інший бік, а небо, здається, так близько, що верхівки смерек лоскочуть небосхил. Подорож Закарпатським краєм – це мандрівка не лише в просторі, а у часі.
Зовсім необов’язково суворо дотримуватися шляхів, запропонованих автором, навпаки – подорожуйте вільно, без будь-яких обмежень і настанов. А путівник нехай буде додатком до ваших вражень і допоможе зберегти спогади якомога довше.